# Alegeri locale în județul Dolj, 2020
În județul Dolj, alegerile locale din 2020 s-au desfășurat la 27 septembrie. Principalele formațiuni politice din județ sunt Partidul Social Democrat (PSD), Alianța 2020 USR-PLUS și Partidul Național Liberal (PNL).
Alegerile pentru primării și consilii locale, au fost câștigate de PSD cu 78 de primari și 667 de consilieri locali, urmat de PNL cu 30 de primari și 448 de consilieri locali, PMP cu 2 primari și 58 de consilieri. Au mai obținut mandate de consilieri locali: Pro România 71, USR-Plus 25, ALDE 20, PER 13, PNȚCD 4, Pro Europa 3, Verzii 2, PPUSL 2.
Postul de președinte al CJ Dolj a fost tranșat în favoarea candidatului social-democrat Cosmin Vasile, susținut de Alianța electorală PSD-ALDE. cu  42,1%. urmat de liberalul Alexandru Gîdăr cu 32,5%. Pe poziția a treia s-a clasat Silviu Bratu de la USR- PLUS cu 7,09%, urmat de Florinel Stancu de la ProRomânia cu 5,4% și Mihail Negulescu de la PMP, cu 4,7%. Pentru consiliul județean, PSD-ALDE a obținut 39,6%, PNL – 31,7%, USR-PLUS – 6,7%, ProRomânia – 6,9%, PMP – 5.6%, PER – 5,4%.  Cele 36 de mandate de consilier județean se vor împărți astfel: PSD-ALDE – 16, PNL – 13, ProRomânia – 3, PMP – 2, PER – 2. USR-PLUS nu va avea reprezentanți în consiliul județean, fiind sub pragul electoral de 7%, stabilit în cazul alianțelor.

## Candidați la primăria municipiului Craiova
| Nume                             | Partid      | Alianță               | Nr.voturi | %      |
| -------------------------------- | ----------- | --------------------- | --------- | ------ |
| Lia Olguța Vasilescu             | PSD         |                       | 30.062    | 34,29% |
| Nicolae Giugea                   | PNL         |                       | 21.528    | 24,56% |
| Antonie Solomon                  | PER         |                       | 18.190    | 20,75% |
| Lucian-Bernd Săuleanu            | PLUS        | Alianța 2020 USR-PLUS | 11.229    | 12,81% |
| Eduard-Ionuț Ciceu               | PRO România |                       | 1.998     | 2,28%  |
| Anișoara Stănculescu             | PMP         |                       | 1.972     | 2,25%  |
| Adimaria Claudia Luminița Simoiu | Independent |                       | 1.038     | 1,18%  |
| Marian-Daniel Păloiu             | ALDE        |                       | 570       | 0,65%  |
| Janina Mariana-Micu              | ADN         |                       | 419       | 0,48%  |
| Emil-Iulian Mladin               | AD          |                       | 368       | 0,42%  |
| Marin Costache                   | PPU         |                       | 293       | 0,33%  |

### Consiliul Local Craiova
| Partid       | Alianță               | Nr.voturi | %      |
| ------------ | --------------------- | --------- | ------ |
| PSD          |                       | 27.106    | 31,25% |
| PNL          |                       | 24.972    | 28,79% |
| USRPLUS      | Alianța 2020 USR-PLUS | 12.927    | 14,91% |
| PER          |                       | 9.323     | 10,75% |
| PRO România  |                       | 3.355     | 3,87%  |
| PMP          |                       | 2.664     | 3,07%  |
| Independenți |                       | 1.808     | 2,09%  |
| ALDE         |                       | 1.781     | 2,05%  |
| PPU          |                       | 884       | 1,02%  |
| AUR          |                       | 816       | 0,94%  |
| ADN          |                       | 449       | 0,52%  |
| AD           |                       | 354       | 0,41%  |
| PNȚCD        |                       | 287       | 0,33%  |

### Consiliul Județean
| Partid      | Alianță               | Nr.voturi | %      | Mandate |
| ----------- | --------------------- | --------- | ------ | ------- |
| PSD + ALDE  | AEPD Dolj             | 103.318   | 39,66% | 16      |
| PNL         |                       | 82.748    | 31,76% | 13      |
| PRO România |                       | 18.007    | 6,91%  | 3       |
| USRPLUS     | Alianța 2020 USR-PLUS | 17.563    | 6,74%  | -       |
| PMP         |                       | 14.793    | 5,68%  | 2       |
| PER         |                       | 14.198    | 5,45%  | 2       |
| PPU         |                       | 3.300     | 1,27%  | -       |
| PV          |                       | 2.359     | 0,91%  | -       |
| AUR         |                       | 2.119     | 0,81%  | -       |
| ADN         |                       | 1.063     | 0,41%  | -       |
| AD          |                       | 1.039     | 0,4%   | -       |

## Legături externe
- Alegeri locale: Cine sunt candidații, la nivelul fiecărei localități din județul Dolj, cvlpress.ro
- Lista centralizată a candidaților din județul Dolj la alegerile locale din anul 2020, cvlpress.ro